# Kiss Lounge
Kiss Lounge es un museo, bar y foro en México (el único en el mundo, según el dueño del lugar) dedicado a la banda de glam rock Kiss, que alberga una colección de más de 7,000 piezas de memorabilia "originales" de la emblemática banda norteamericana; desde sus inicios hasta su desaparición como banda y posterior transformación en marca.

## Museo bar
Fundado en el año 2003 por Federico "Kiko" Riojas, uno de los más importantes coleccionistas de memorabilia y accesorios de Kiss en el mundo. Cabe destacar que Kiko también ha colaborado con Kiss desde 1995, mayoritariamente en sus giras por México y alrededor del mundo.[cita requerida]
La creación de este espacio fue autorizada y avalada por Gene Simmons, bajista y fundador del grupo. En este museo, los seguidores de Kiss y amantes del rock en general pueden encontrar exhibidos desde un botón o tarjetas coleccionables hasta las botas originales de los integrantes, el bajo de hacha de Gene Simmons, guitarras autografiadas o discos de oro y platino de la banda certificados.[cita requerida]

## Presentaciones
Este museo – bar es una parada obligada para las bandas de rock nacionales e internacionales en México, y en él se presentan shows de artistas de primer nivel como:[cita requerida]
- Bruce Kulick (Kiss / Union / Grand Funk Railroad / ESP)
- Eric Singer (Kiss / Alice Cooper / Badlands / ESP)
- Sebastian Bach (Skid Row)
- 'Eric Martin (Mr.Big / Avantasia)
- Tim Ripper Owens (Judas Priest / Iced Earth / Avantasia)
- Enuff Z’Nuff (Chip Z'nuff)
- Crashdiet (Sweden)
- ESP (Eric Singer Project)
- John Corabi (Ratt / Mötley Crüe / The Dead Daisies)
- Miljenko Matijevic (Steelheart)
- Dave Evans (AC/DC)
- Chuck Garric (Alice Cooper / Beasto Blanco)
- Dave Reffett (The Call of the Flames)
- Joe Stump (Rainbow)
- Tex-Tex (Lalo Tex)
- Lord Bishop
- Agora (México)
- Allison (México)
- Timo Tolkki (Stratovarius)
- Joe Wyman (Scorpions)
- Paul Dianno (Iron Maiden)
- Jean Beauvoir (Plasmatics)
- Ana Fiori (México)
- Alex Lora (El Tri)
- Felipe Chacon (Leprosy/ Sikk  / El Tri)
- Koyi K Utho (Colombia)
- Wildstreet (New York)
- Eddie Trunk (That Metal Show / Trunk Nation / Hair Nation)
- Doc McGhee (Kiss Manager / McGhee Entertainment)
- Javi Molina (Hombres G)
- Genitallica (Monterrey, México)
- Alfonso Fors (La Cuca)
- Anything but Human (Texas)
- Kiko Shred (Brasil)

## Kiss y líderes de opinión hablan del Kiss Lounge

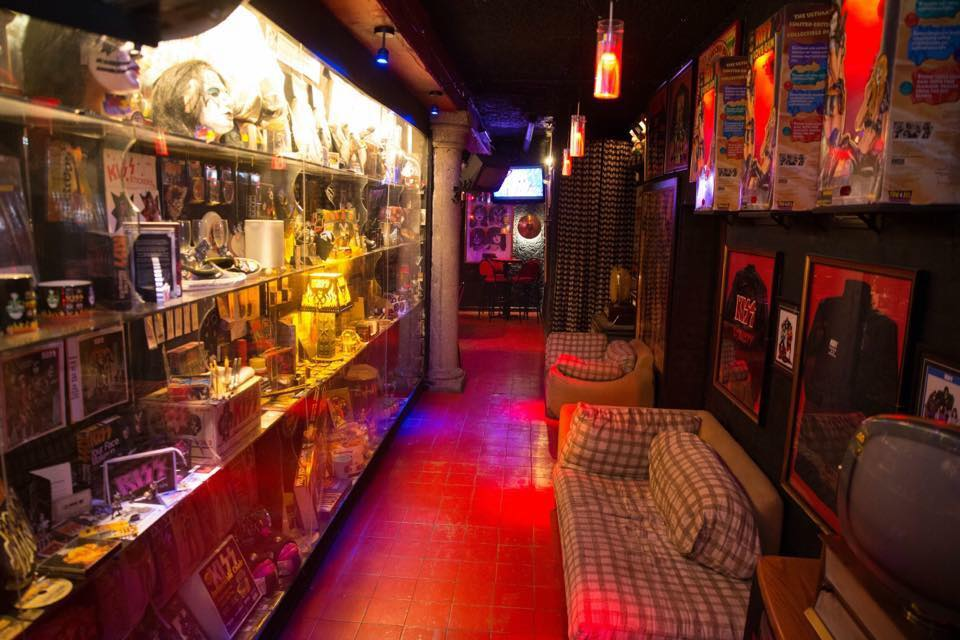
Pasillo de acceso al museo-bar, en 2019.

En diversas ocasiones y medios, los integrantes de Kiss han hecho referencia al Kiss Lounge. Incluso ha sido foro para entrevistas y reportajes por la importancia de su colección y el fomento al talento musical de bandas que buscan estar en escenario de una de las sedes más importantes de México.[cita requerida]
Gene Simmons: “Para mí cuando vas a un lugar como Kiss Lounge o el golf de Kiss en Las Vegas es como una iglesia eléctrica donde puedes ir y una vez que estás adentro olvidas los problemas de tráfico, las chicas gritonas que se enojan contigo porque estás viendo a otras chicas, y todos los problemas. Me gustan los lugares que te hacen feliz, así que cualquier cosa que tenga que ver con Kiss es eso, queremos hacer tu vida mejor. La comida alimenta tu estómago y los doctores te mantienen saludable, pero Kiss es bueno para tu alma”.
Eddie Trunk: “El Kiss Lounge en México es algo verdaderamente increíble, un lugar obligado para visitar en México no solo para los fans, sino para cualquier melómano. Nunca me había imaginado que hubiera un lugar así.”.[cita requerida]
Noticiario Hechos TV Azteca: “Kiss Lounge tiene miles de piezas, cada una en un lugar especial, pero no, no se trata de un rompecabezas, eso sí, impresiona a muchos que lo han conocido, este lugar fue hecho para los amantes de Kiss y todos los seguidores del rock, es un museo único”.
Canal Once: "Los miembros de Kiss lo visitan cada vez que vienen a México y reconocen que fue una gran idea."
La Razón: El Kiss Lounge no es un museíto cualquiera. No señor, en memorabilia le compite al Museo del Grammy de Los Ángeles. En ningún antro dedicado a la historia del rock me he sentido tan impresionado como en el Kiss Lounge.
Sangre de Metal: Cuando finalmente tienes el Kiss Lounge a la vista, el sentimiento es de mariposas en la panza. Digo, si eres Kissero y vas en la carretera y de pronto encuentras un logo de Kiss de muy buen tamaño, pues te emocionas.
La Hoachicueva: yo ya había escuchado hablar del bar pero mis actividades en lo referente al cómic no me habían permitido visitarlo, y más siendo un "megafreak" de KISS, el lugar es tan impresionante que los propios miembros del grupo Gene Simmons y Paul Stanley enmudecieron cuando conocieron el bar diciéndole a Kiko que estaba loco.
El Universal: Este santuario es producto de 35 años de devoción de Kiko Riojas.

## Datos de interés
.

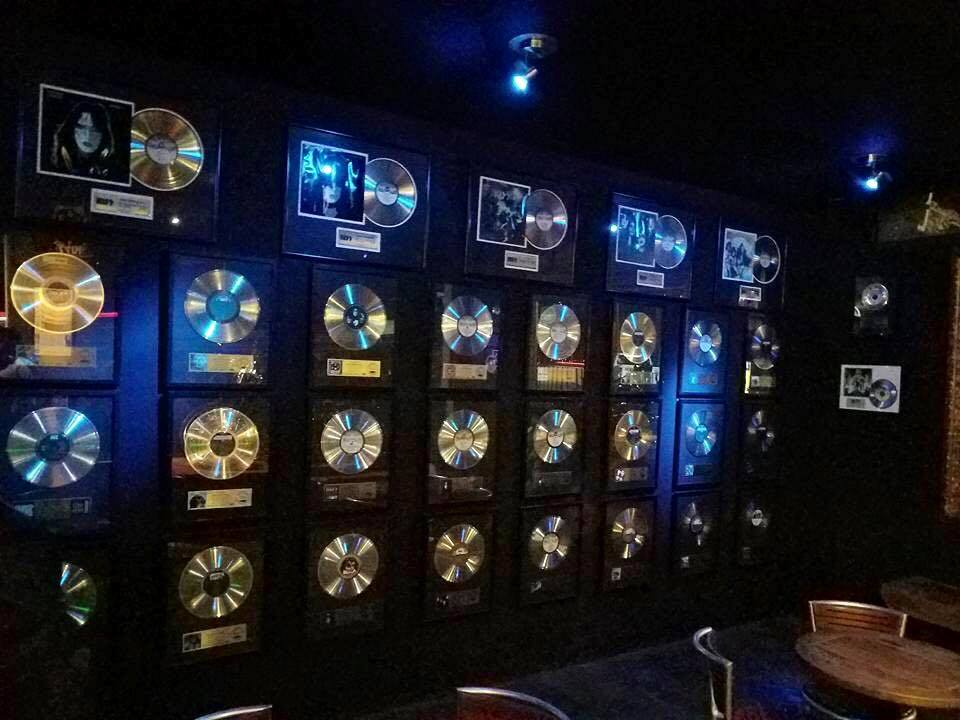
Discos de plata, oro y platino certificados por la RIAA, en la entrada de Kiss Lounge

- El logotipo del bar es una variante del logo oficial del grupo Kiss y ha sido autorizado personalmente por Gene Simmons, otorgando el permiso de su uso.[cita requerida]
- Los miembros de Kiss han visitado Kiss Lounge. De hecho, cuando están en México y su agenda lo permite, pasan un rato en este lugar.[cita requerida]
- Algunos miembros de Kiss han tocado aquí en diferentes ocasiones.[cita requerida]
- El bar tiene certificación oficial de Kiss.[cita requerida]
- Kiss Lounge fue el primer “templo” al rock en donde se casó una pareja.[cita requerida]
- En varias ocasiones se ha utilizado el escenario del Kiss Lounge para dar anillos de compromiso.[cita requerida]
- En Kiss Lounge todas las piezas son originales y certificadas de la memorabilia de Kiss.[cita requerida]
- Ya que el Kiss Lounge es un museo, se permite la entrada a menores.